# Удхампур (округ)
Удхампур (उधमपूर जिल्हा; англ. Udhampur) — округ в индийской союзной территории Джамму и Кашмир, в регионе Джамму. Административный центр — город Удхампур. По данным всеиндийской переписи 2001 года население округа составляло 738 965 человек. При 871 женщин на 1000 мужчин. Грамотность 54,16 %, 66,43 % для мужчин и 39,89 % для женщин. Большинство верующих — индуисты. Большинство населения — догры. Довольно много кочевников гуджаров и бакарвалов. Индуисты — 542 593, мусульмане 190 112 (25,56 %).
Наиболее распространённые языки: догри, хинди, урду, и кашмири.
Вайшно-деви — важное святилище индуистов и туристическая достопримечательность. Патнитоп и Судх Махадев также часто посещаются туристами.
Посещаемые места в городе Удхампур: рынок Гол, Девика Гхатс, Джакахни Парк, Рамнагар-човк (Пандав мандир нд Качалу), Салан Талаб, главный базар и вокзал.

## Природные условия
Температура значительно варьируется в различных частях округа, а высота колеблется от 600 м до 3000 м над уровнем моря. Ченаб, Анс, Тави и Уджх являются главными реками. Район богат такими минералами, как уголь, бокситы, гипс и известняк.

## Административное деление
В округе 7 техсилов:
- техсил Ченани
- техсил Гул
- техсил Гулабгахр
- техсил Рамнагар
- техсил Маджалта
- техсил Катра
- техсил Удхампур

В округе 7 блоков: Дуду Басантгарх, Горди, Ченани, Маджалта, Панчари, Рамнагар и Удхампур. В каждом блоке несколько панчаятов.

## Туристические достопримечательности
Наиболее посещаемы: храм Бабор, Кримчи, Шиш Махал в Рамнагаре, Рамнагарский форт, святилища Чоунта Деви и Пингла Деви, и Риси форт. Также туристы посещают Патнитоп, Санасар, и Латти.

## Храмы
Девика, Бабор, святилище Кансар Девта, пещерный храм Шив Кхори,
Бхаирав Гхати, Кримчи, пещерное святилище Шив Парвати,
Чаирхай, святилище Мутал Пингла Деви, Шри Мата Вайшно-деви,
Дева Майи Маа, святилище Шешнаг.

## Города и поселения
Батл,
Мансар,
Тхабу,
Ченани,
Нарсу,
Тхалора,
Домаил,
Рамкот,
Джиб,
Удхампур,
Джагхану,
Рамнагар,
Патнитоп,
Манвал,
Кайшнапур,
Риси,
Катра,
Тангар

## Политика
Три окружных собрания: Удхампур, Ченани и Рамнагар.